# Młodzieżowa Orkiestra Dęta (Płońsk)
Młodzieżowa Orkiestra Dęta – powstała w 1979 roku. Od 1997 r. przekształciła się w orkiestrę młodzieżową. W jej skład wchodzą uczniowie szkół podstawowych i średnich jak niewielkie grono osób dorosłych. Na uwagę zasługuje fakt uczestniczenia w orkiestrze muzykujących rodzin. W marcu 1999 Młodzieżowa Orkiestra Dęta została przyłączona Miejskiego Centrum Kultury w Płońsku. Od roku 1995 stanowisko kapelmistrza piastuje Leszek Kalkowski.
Orkiestra współpracuje z Państwową Szkołą Muzyczna I i II stopnia w Płońsku. Repertuar orkiestry obejmuje muzykę przede wszystkim rozrywkową, a także religijną, patriotyczną oraz marsze.
Orkiestra posiada cztery układy do musztry paradnej do melodii: Orkiestry Dęte, Tiger Rag, Holiday in Rio oraz Wiązanka w rytmie disco. W styczniu 1999 roku skład Młodzieżowej Orkiestry Dętej poszerzył się o grupę taneczno-marszową Mażoretki. Tamburmajorkami orkiestry są: Weronika Anczewska (Mistrzyni Polski)i Patrycja Bilińska.
Młodzieżowa Orkiestra Dęta może poszczycić się wieloma osiągnięciami w przeglądach i konkursach m.in. 
- XVI Ogólnopolski Festiwal Orkiestr Dętych Połczyn-Zdrój 2001 r., gdzie otrzymała puchar i nagrodę pieniężną
- VI Międzynarodowy Festiwal Orkiestr Dętych Św. Dominika Gdańsk 2001
- II Międzynarodowy Festiwal Orkiestr Pelhrymow 2002 – Czechy otrzymała wiele wyróżnień,
- I Wojewódzki Przegląd Orkiestr Dętych w Płocku, woj. mazowieckie 09.06.2002 r. – zajęła III miejsce,
- XVIII Regionalny Festiwal Orkiestr Dętych w Słupcy w 2002 r. – otrzymała puchary i nagrodę pieniężną
- IV Przegląd Warszawskich i Mazowieckich Orkiestr Dętych Warszawa – Ursus w 2002 r. – zajęła I miejsce
- VIII Festiwal Orkiestr Dętych Św. Dominika w Gdańsku w 2003 r.
- Audiencję Generalną w Watykanie u Ojca Świętego Jana Pawła II w 2004 r.
- XXXII Ogólnopolski Festiwal Orkiestr Dętych Inowrocław 2004 – zdobyła IV miejsce
- IX Przegląd Mazowieckich i Warszawskich Orkiestr Dętych Ursus 2005 – I miejsce dla Weroniki Anczewskiej w konkursie tamburmajorek
- Międzynarodowy Festiwal Folklorystyczny "Citta Di Mosciano" we Włoszech w 2005 r.
- XXXIV Ogólnopolski Festiwal Orkiestr Dętych Inowrocław 2006 – IV miejsce dla Orkiestry w ogólnej klasyfikacji i II miejsce w musztrze paradnej
- XXXIV Ogólnopolski Festiwal Orkiestr Dętych Inowrocław 2006 – I miejsce dla tamburmajorek
- XXI Międzynarodowy Festiwal Muzyki w Hagen a T.W, Niemcy w 2006 r.
- XXII Międzynarodowy Festiwal Muzyki Hagen a T.W, Niemcy 2008 r.
- Międzynarodowy Festiwal Orkiestr Preszów, Słowacja 2008 r.
- Międzynarodowy Festiwal Folklorystyczny "Citta Di Mosciano" we Włoszech w 2004, 2005, 2006, 2007, 2008, 2009, 2010,2011 r.
- XXIII Międzynarodowy Festiwal Muzyki Hagen a T.W, Niemcy 2010 r.
- Międzynarodowy Festiwal Orkiestr Preszów, Słowacja 2010 r.
- Festiwal Orkiestr Dętych w Możejkach, Litwa 2011 r.
- Międzynarodowy Festiwal folklorystyczny w Primorsku, Bułgaria 2012 r.
- LXI Ogólnopolski Festiwal Orkiestr Dętych Inowrocław 2013 - I miejsce musztry paradnej; Nagroda publiczności; nagroda dla najlepszych tamburmajorek

Młodzieżowa Orkiestra Dęta podróżuje po krajach Europy dając koncerty w takich krajach jak:
– Włochy, Niemcy, Francja, Belgia, Słowacja, Czechy i Węgry
Nieprzerwanie od 1997 roku Młodzieżowa Orkiestra Dęta gra dla mieszkańców Płońska Noworoczny Koncert Kolęd w kościele św. Maksymiliana Kolbe w Płońsku, a od 2007 Koncert pieśni patriotycznych w kościele św. Michała Archanioła w Płońsku.
Imprezą cykliczną, gdzie MOD Płońsk odgrywa główną rolę jest Parada Orkiestr Dętych, której tradycja sięga 2002 roku.